# Monica (voornaam)
Monica is een voornaam voor een meisje. De naam heeft zijn oorsprong in Noord-Afrika, waar oude Numidische inscripties verwijzen naar een godheid genaamd Monna (verkleinvorm: Monnica). Mogelijk bevat de naam een verwijzing naar Amon. De moeder van St. Augustinus droeg de naam, en met haar overlijden verspreidde de naam zich langzaam over de christelijke wereld. Het naamfeest van deze Heilige Monica is op 27 augustus.
Later is de naam vaak in verband gebracht met het Griekse monos, "alleen" of met het Latijnse monere "vermanen".
Afgeleide varianten van de naam Monica zijn onder meer Monika, Monique, Moniek. 

## Bekende naamdraagsters
- Monica Bellucci, Italiaans model en actrice
- Monica Lewinsky, Amerikaanse psychologe, bekend van haar relatie met Bill Clinton
- Monica Seles, Joegoslavisch-Amerikaanse tennisster

## Fictieve naamdraagsters
- Monica Geller, personage uit de Amerikaanse televisieserie Friends